# Orquialgia

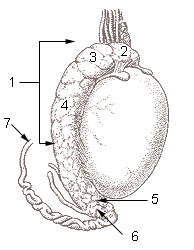
Imagen ilustrativa de la anatomía básica del testículo

Se denomina Orquialgia al dolor prolongado en los testículos. La Orquialgia puede ser causada por lesiones, una infección, cirugía, cáncer o torsión testicular y es una de las posibles complicaciones luego de la vasectomía. Un autor describe el síndrome de dolor crónico testicular como:
"La constante molestia de un dolor agudo similar a un apretón en los testículos como se siente el día en el que se recibe un puntapié allí. Algunas veces el dolor es bilateral y otras veces se alterna de un lado al otro, es intermitente y comúnmente asociado con el dolor de la espalda baja. A veces se siente como si el testículo estuviese atorado en la entrepierna de la ropa interior, pero el reajuste del pantalón no ayuda. También puede existir dolor en el área inguinal pero sin náuseas u otro tipo de síntomas. El dolor de espalda pueden presentarse o no, algunos pacientes con este problema tienen una larga historia de dolor de espalda baja."
A menudo el inicio del dolor está relacionado con la práctica de ciertas  actividades físicas en las cuales que se sobrecarga de tensión a la parte baja de la espalda, como es el caso con el levantamiento de objetos pesados.
Otras fuentes de tensión que pueden provocar dolor de espalda baja son:  Las posiciones coitales, trotar, sentarse encorvado sobre un ordenador, conducir por un largo periodo, u otras tales como una mala posición de postura al estar sentado sin apoyo en la espalda y en la cual se aplana la curva normal de la lordosis lumbar.

## Diagnóstico
Los chequeos para determinar la presencia de gonorrea y clamidia se deben de realizar de forma rutinaria.

## Tratamiento
El tratamiento se realiza con antiinflamatorios no esteroideos (abreviado AINE) y antibióticos, sin embargo esto no siempre resulta efectivo.